# Универсальная юрисдикция
Универса́льная юрисди́кция — один из видов экстерриториальной уголовной юрисдикции, подразумевающий компетенцию государства по привлечению к уголовной ответственности и наказанию индивидов безотносительно к месту совершения преступления либо гражданству обвиняемого или потерпевшего. Данный вид юрисдикционной компетенции основывается, главным образом, на характере преступлений,  уголовное преследование которых представляет «универсальный» интерес для всего международного сообщества.
Исключительный характер принципа универсальной юрисдикции заключается в отсутствии какой-либо связи между одним из этих элементов и государством, осуществляющим юрисдикцию. В виду своей специфики, она связана лишь с ограниченным кругом преступлений, которые в силу своей значимости могут быть преследуемы и наказуемы любым государством. И если прежде это основание юрисдикции использовалось только во второстепенных случаях, то в последние годы его роль невероятно возросла.
Большинство преступлений, на которые распространяется универсальная юрисдикция, посягают на мировой публичный порядок, вызывая нарушение императивных норм (jus cogens) международного права, в их числе: геноцид, преступления против человечности, военные преступления, пытки, а также акты международного терроризма. Универсальная юрисдикция как возможная юридическая база для уголовного преследования лиц, совершивших тяжкие международные преступления, предусмотрена как в международных договорных инструментах (в частности, Женевские конвенции 1949 г.), так и в национальном законодательстве (например, германский кодекс преступлений против международного права (нем. Völkerstrafgesetzbuch) от 26 июня 2002 г).
Неоднозначность теоретических обоснований универсальной юрисдикции видна уже более выразительно в новой доктрине. В. Лове выделяет два вида преступлений, подпадающих под универсальную юрисдикцию: особо тяжкие преступления (heinous crimes), а также преступления, преследование за которые было бы затруднено либо невозможно в случае ограничения классическими основаниями юрисдикции (территориальности, гражданства и т.д.), причем пиратство, по его мнению, относится ко второму виду. Подобного же мнения придерживается А. Кассезе, выделяя две группы предпосылок для признания преступлений, подпадающих под универсальную юрисдикцию: с одной стороны, – «общий интерес государств», преследующих данное преступление, а с другой стороны, – «охрана универсальных ценностей», действуя как «стражи от посягательств на человеческое достоинство».
Универсальная юрисдикция и её разумное и ответственное применение национальными судами может способствовать укреплению справедливости в пользу жертв серьёзных преступлений по международному праву. Универсальная юрисдикция призвана способствовать усилению ответственности лиц, совершивших серьезные преступления по международному праву, с учётом осознанной необходимости не допускать злоупотреблений властью и проявлять разумную заботу о процессе установления мира, с тем чтобы положить конец безнаказанности за вопиющие нарушения прав человека.
В ходе имплементации Римского статута Международного Уголовного Суда ряд государств приняли законы, которые предусматривают ответственность за совершение за границей геноцида, преступлений против человечности и военных преступлений даже если не существует никакой связи с государством, в котором происходит привлечение к ответственности.
К 2010 году около 20 человек предстали перед судами Австрии, Канады, Германии, Дании, Бельгии, Великобритании, Нидерландов, Финляндии, Франции, Испании и Швейцарии по обвинению в таких преступлениях, совершенных за границей. Все они имели постоянное место жительства в этих странах (как иммигранты или беженцы). Большинство этих дел касалось преступлений в бывшей Югославии и Руанде. Также примерами применения универсальной юрисдикции являются рассмотренные в Израиле дела по обвинениям в причастности к Холокосту (Эйхмана в 1961 году и Демьянюка в 1988 году). 
Некоторые утверждают, что единственная реальная мишень универсальной юрисдикции — это граждане менее влиятельных государств, в то время как граждане более могущественных держав во многом выведены из сферы ее действия. 